# Frida Misul
Frida Misul, Künstlername: Frida Masoni, (3. November 1919 in Livorno – 6. Dezember 1992 ebendort) war eine italienische Überlebende des Holocausts und Autorin eines der ersten Bücher über das Konzentrationslager Auschwitz.

## Leben
Frida Misul stammte aus einer jüdischen Familie aus Livorno. Ihre Eltern waren Gino Misul und Zaira Samaia. Sie hatte zwei jüngere Schwestern. Frida Misul studierte Gesang. Auch nach Einführung der Italienischen Rassengesetze gelang es ihr, weiterhin aufzutreten – unter dem Pseudonym Frida Masoni.
Ihr Leben nach dem 8. September 1943, der Machtübernahme des NS-Regimes in Nord- und Mittelitalien, war geprägt von den ständigen Bombenangriffen, vom raschen Tod der Mutter sowie von der dauernden Sorge um das Schicksal ihres Vaters und der beiden Schwestern. Frida Misul wurde am 1. April 1944 in Ardenza, einem Stadtteil von Livorno, von der italienischen Polizei festgenommen. Sie wurde zuerst in das Gefängnis von Livorno und dann in das Durchgangslager Fossoli gebracht. Dort wurde sie brutalen Verhören unterzogen, damit sie das Versteck ihres Cousins Umberto Misul preisgäbe, der sich den Partisanen angeschlossen hatte. Frida schwieg und wurde am 16. Mai 1944 in das KZ Auschwitz deportiert. Nach der Ankunft im Lager, am 22. Mai 1944, wurde ihr die Häftlingsnummer A-5383 eintätowiert. Die harte Zwangsarbeit setzte ihr gesundheitlich zu, sie kam in die Krankenabteilung. Ihre schöne Stimme rettete ihr Leben. Eine Ärztin hatte sie singen gehört und schließlich wurde auch das Wachpersonal aufmerksam. Sie musste daraufhin jeden Sonntag für die SS-Wächter singen und wurde in das Effektenlager versetzt, wo wesentlich weniger brutale Verhältnisse herrschten. Diese Arbeit stellte für sie jedoch eine enorme psychische Belastung dar, da sie es mit dem enteigneten Hab und Gut von soeben ermordeten Frauen, Männern und Kindern zu tun hatte. Von den Häftlingen wurde sie Kanada genannt.
Im November 1944 wurde sie in ein Lager in Deutschland transferiert, im Frühjahr 1945 in das KZ Theresienstadt, wo sie wenige Tage vor der Befreiung durch die Rote Armee am 8. Mai 1945 anlangte. Physisch und psychisch erschöpft verbrachte sie die folgenden drei Monate in einem sowjetischen Krankenlager, danach einen Monat in einem amerikanischen Transfer-Camp. Schließlich kehrte sie nach Livorno zurück – zu ihrer Familie, die den Deportationen entkommen war.
Im Jahr 1946 veröffentlichte sie in Livorno ihren Zeitzeugenbericht über die nationalsozialistischen Konzentrationslager. Das Büchlein umfasst nur 47 Seiten, trägt den Titel Fra gli artigli del mostro nazista (italienisch: In den Klauen der NS-Monster) und ist getragen vom Schrecken der Todesmaschinen und von der Wut über die Vernichtungslogik. Die Arbeit von Frida Misul zählt zu den zehn wichtigen Erinnerungsschriften, die von italienischen Holocaust-Überlebenden verfasst wurden. Die anderen Texte stammen von Lazzaro Levi (Ende 1945), Luciana Nissim Momigliano, Giuliana Fiorentino Tedeschi und Alba Valech Capozzi (1946), Primo Levi und Liana Millu (1947), weiters die Zeugenaussagen des 12-jährigen Luigi Ferri vom April 1945, das Gespräch von Sofia Schafranov in einem Interviewband von Alberto Cavaliere (publiziert 1945) und die Erinnerungen des Bruno Piazza, die zur selben Zeit verfasst, jedoch erst 1956 veröffentlicht wurden.
Im Jahr 1980 veröffentlichte Frida Misul – angeregt von der Stadtverwaltung Livornos – eine deutlich erweiterte Neuauflage ihrer Erinnerungen, diesmal unter dem Titel Deportazione: il mio diario (italienisch: Deportation, mein Tagebuch). Das Buch wurde vom Amt für die Geschichte des Widerstands der Stadt Livorno herausgegeben.

## Gedenken

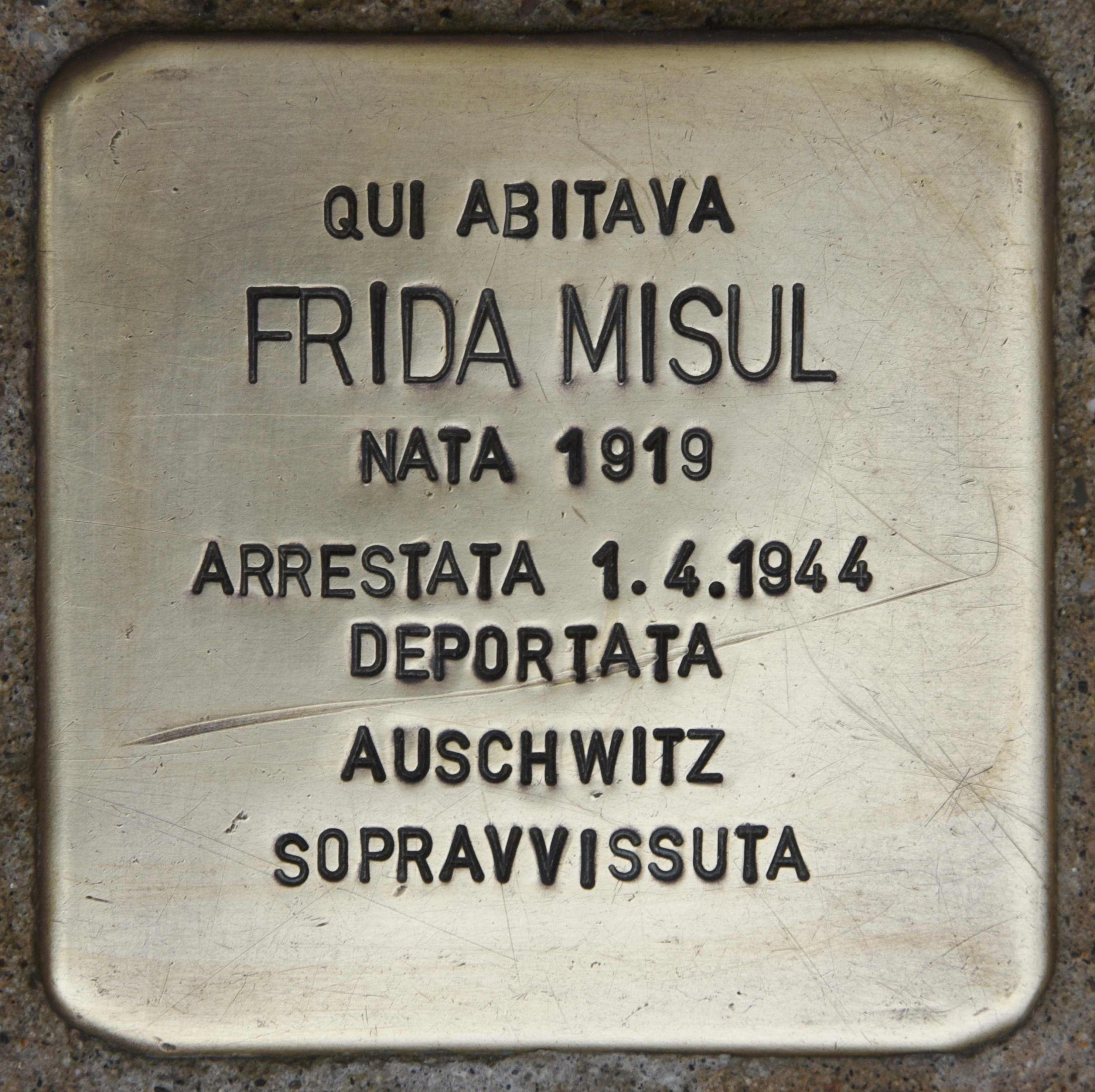
Stolperstein für Frida Misul

Die Straße Via Frida Misul in Livorno erinnert mit ihrem Namen an die Auschwitzüberlebende.
Am 14. Januar 2014 verlegte Gunter Demnig vor dem Haus Via Chiarini 2 in Livorno Stolpersteine für Isacco Bayona und Frida Misul.

## Publikationen
- Frida Misul, Fra gli artigli del mostro nazista: la più romanzesca delle realtà, il più realistico dei romanzi (Livorno: Stabilimento Poligrafico Belforte, 1946) Unter den Klauen des Nazi-Monsters: der Roman der Realität, der realistischste Roman
- Frida Misul, Deportazione. Il mio diario, a cura dell'Ufficio Storico della Resistenza del Comune di Livorno (Livorno: Tipografia Benvenuti & Cavaciocchi, Livorno 1980). Riedizione riveduta e accresciuta del volume del '46. III ristampa:  Ospedaletto (Pisa) 2006.